# Valentin Robu
Valentin Robu, romunski veslač, * 17. januar 1967, Sabaoni, Neamţ. 
Robu je za Romunijo nastopil na Poletnih olimpijskih igrah 1988 v Seulu, na Poletnih olimpijskih igrah 1992 v Barceloni, na Poletnih olimpijskih igrah 1996 v Atlanti ter na Poletnih olimpijskih igrah 2000 v Sydneyju.
Na igrah v Seulu je veslal v romunskem četvercu s krmarjem, ki je osvojil srebrno medaljo. Drugo mesto je dosegel tudi na naslednji olimpijadi, kjer je veslal v osmercu. V Atlanti je ponovno veslal v osmercu, ki pa ja takrat osvojil sedmo mesto. Na svojih zadnjih olimpijskih igrah v Avstraliji je bil Robu član romunskega četverca brez krmarja, ki je zasedel deseto mesto.